# Munein
Pour les articles homonymes, voir Munein.
Munein est une ancienne commune française du département des Pyrénées-Atlantiques. Le 12 mai 1841, la commune fusionne avec Arrive et Saint-Gladie pour former la nouvelle commune de Saint-Gladie-Arrive-Munein.

## Géographie
Le village est situé au sud de Sauveterre-de-Béarn.

## Toponymie
Le toponyme Munein apparaît sous les formes 
Munen (XIe siècle, d'après Pierre de Marca), 
Munenh(1385, censier de Béarn), 
Monehn (1472, notaires de Labastide-Villefranche), 
Memein (1793 ou an II) et 
Muncin (1801, Bulletin des lois).
Son nom béarnais est Munenh.

## Histoire
Paul Raymond note que Munein comptait une abbaye laïque, vassale de la vicomté de Béarn.
En 1385, Munein comptait 10 feux et dépendait du bailliage de Sauveterre.

## Démographie
| 1793 | 1800 | 1806 | 1821 | 1831 | 1836 |
| ---- | ---- | ---- | ---- | ---- | ---- |
| 128  | 104  | 123  | 139  | 138  | 136  |

## Pour approfondir